# Aphis pseudopaludicola
Aphis pseudopaludicola är en insektsart. Aphis pseudopaludicola ingår i släktet Aphis och familjen långrörsbladlöss. Inga underarter finns listade i Catalogue of Life.